# Fakaleitī

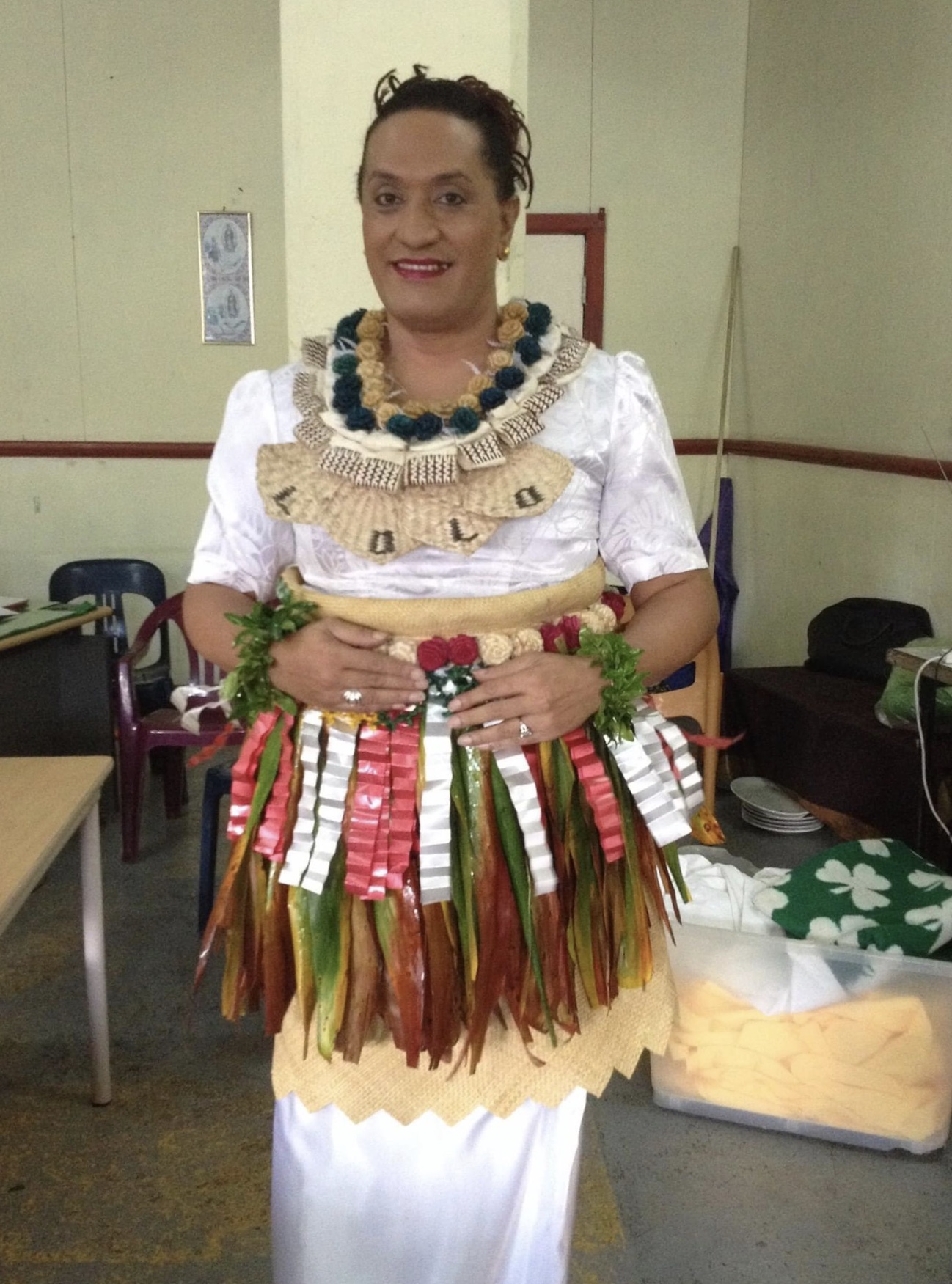
Joey Joleen Mataele amb vestit tradicional

Una fakaleitī (leitī o fakafefine, «dama») és un individu de Tonga assignat a home al néixer que té una expressió de gènere femenina. El terme «fakaleitī» està format pel prefix «faka-» (a la manera de) i «leitī» (manlleu de la paraula anglesa lady, «dama») Les mateixes fakaleitīs prefereixen anomenar-se leitī o dames.
Tot i que les leitī a Tonga no s'associen necessàriament amb les identitats LGBT del món occidental, les que creixen a les comunitats de migrants de Tonga a Nova Zelanda, Austràlia i els Estats Units d'Amèrica poden trobar un major nivell de comunitat i afinitat amb aquestes identitats similars que la comunitat leitī a Tonga.
Les leitī o fakafefine són semblants a les fa'afafine samoanaes i les māhū hawaianes.
L'Associació de Leitis de Tonga (Tonga Leitis' Association, TLA) organitza el certamen Miss Galaxy a Tonga. També han participat en la reforma de les lleis d'influència colonial sobre la vida de les leitī que romanen a Tonga. El 2018 es va fer un documental, Leitis in Waiting, sobre el fundador de l'associació de leitīs Joey Mataele i els esforços de l'Associació de Leitis de Tonga. Mataele també treballa amb el Pacific Equality Project, un grup sense ànim de lucre que defensa la despenalització de les persones LGBT de les lleis postcolonials a les illes del Pacífic.

## Terminologia
El terme «fakaleitī» està compost pel prefix tongalès faka- (a la manera de) i leitī, manllevat de l'anglès lady (dama).
El terme «fakafefine» (a la manera de les dones) també és present.
Les dues paraules designen realitats diferents: fakafefine és una figura més antiga i clàssica d'homes que es dediquen a activitats femenines tradicionals, mentre «fakaleitī» és una figura més recent i controvertida designa persones que s'identifiquen amb el gènere femení i que busquen imitar les dones occidentals.

### Fakafefine
Les fakafefines són persones anatòmicament masculines, però que assumeixen rols de gènere tradicionalment assignats a les dones i duen a terme les tasques reservades a les dones: tenir cura de la llar i dels nens, fer estores i tapes. Es vesteixen com dones i passen la major part del seu temps amb elles, però les fakafefine no busquen destacar la seva feminitat ni la seva sexualitat. Per tant, aquestes persones s'identifiquen amb un model femení tradicional de Tonga. No obstant això, la fakafefina es pot associar amb grups d'homes, cosa que no és possible per a les dones, i històricament algunes fakafefines han estat cridades a la guerra. Es tracta per a Françoise Douaire-Marsaudon de «figures que pertanyen al repertori històric local». La població tongana fins i tot creu que ser fakafefina és hereditari i es transmet en la família, «la qual cosa significa que les fakafefines no són responsables per se de la seva transformació de gènere i, per tant, no són estigmatitzades». La integració social d'aquestes persones no sempre és òbvia, i les nenes fakafefines s'enfronten a les burles dels seus companys.

### Fakaleitī
La figura de la fakaleitī ha aparegut més recentment a la societat tongana i és molt més controvertida. Aquestes persones assignades masculí al néixer tenen una expressió de gènere que s'acosta al model de la dona occidental, com una lady (dama): maquillatge, vestimenta i comportament que destaquen la sexualitat femenina, que és «tot completament contrari als cànons de la feminitat tradicional». Les fakaleitī són molt menys acceptades que les fakafefines i sovint es veuen com el resultat d'una occidentalització nociva. Aquestes persones estan associades amb el turisme o l'espectacle, però també amb la prostitució. Algunes fakaleitī són rebutjats pels seus familiars i són víctimes de violència.
A Tonga, el masclisme es defineix sovint com el contrari de la feminitat, i la fakaleitī pot ser un exemple del que no cal ser com a home. Tanmateix, la percepció d'una fakaleitī sovint varia dins de les famílies de Tonga.

## Un tercer gènere?
L'antropologia sovint ha classificat les fakafefine i les fakaleitī com a pertanyents a un tercer sexe, que no seria ni masculí ni femení. No obstant això, Françoise Douaire-Marsaudon subratlla que aquestes persones se senten dones, adopten rols i comportaments femenins i, per tant, no es poden classificar en un tercer gènere més enllà del masculí o femení, ni en una categoria híbrida andrògina. A més, la fakafefine i la fakaleitī tenen relacions sexuals amb homes sense considerar-se homosexuals. Es tracta, doncs, d'utilitzar l'anàlisi de l'antropòleg Niko Besnier, un gènere liminal, a cavall entre els límits de gènere, tot romanent dins d'un marc binari masculí/femení.